# 富山県立近代美術館
富山県立近代美術館（とやまけんりつきんだいびじゅつかん、The Museum of Modern Art, Toyama）は、かつて富山県富山市西中野町にあった20世紀以降の美術作品を中心とした公立美術館。2016年（平成28年）に閉館となり、後継施設となる富山県美術館（富山市木場町）に移転した。

## 概要
1981年（昭和56年）7月5日に、富山県置県100周年記念事業として旧富山刑務所跡に整備された城南公園の一角に開館した。同じ敷地内には隣接して富山市科学博物館がある。常設展示は、パブロ・ピカソ、ロートレック、ルオー、シャガールなどの作品のほか、シュルレアリスム作家の作品を中心としたコレクションである。また、13,000点以上のポスターや、200点以上のデザインチェアを収集し展示していたこと、日本で唯一の世界的なポスターコンペティション「世界ポスタートリエンナーレトヤマ（略称：IPT）」を開催していたことで知られる。
しかし開館より35年が経ち老朽化などにより、富山駅北側の富岩運河環水公園西地区に「富山県美術館」として新築移転することとなり、当美術館は2016年（平成28年）12月28日をもって移転準備のため閉館した。
設立の経緯としては、富山市出身の美術評論家・作家である瀧口修造が、ジョアン・ミロやマルセル・デュシャン等との交友関係があったこともあり、近代美術館構想に関わったことからである。また瀧口は初代館長の要請を固辞し、美術館完成2年前の1979年（昭和54年）に開館を見ることなく亡くなった。館内には瀧口修造の作品や所蔵品の展示室が設けられていた。
また、近隣に別館（一般入館不可）を持つほか、県民公園太閤山ランドのふるさとパレス内に、館外展示施設「太閤山ランドふるさとギャラリー」を開設し、本館収蔵品を中心とした美術展を開いているほか、2013年（平成25年）より同施設と太閤山ランドを利用して、県内の芸術家が新人育成と、芸術家の刺激の場として企画した「太閤山ビエンナーレ」を隔年で開催し、2017年（平成29年）より「ビエンナーレTOYAMA」として富山県美術館に受け継がれた。
本館施設内は3層だが、1階から中2階、2階の構成になっており、1階の企画展示室からその上部にある2階常設展示室Iの中央部は、天井まで直径15mの円形の吹き抜けになっていて、天井はドーム型になっている。また吹き抜けの下部スペースの床は階段状に上下する円形舞台になっているため、様々な表現に対応できる。
1982年（昭和57年）には美術館建物が日本建設業連合会より、第23回BCS賞を受賞している。
2011年（平成23年）には開館30周年を記念して、マスコットキャラクターの「ミルゾー」が誕生した。モスグリーンの象に羽根のような手のような耳と人間のような目が付いたデザインで、日本グラフィックデザイナー協会会長を務め、2020年東京オリンピックエンブレムのデザイン選考の審査員長で、富山県立近代美術館の開館以降ほとんどのポスターデザインや印刷物を手掛けてきたグラフィックデザイナーの永井一正がデザインし、キャラクター名は一般公募にて選ばれたもので、「ミルゾー」は富山県美術館でも色調を水色に変更し継承されることになった。
当美術館ではこれまで225回の企画展が開かれ、最後となる企画展は、2016年（平成28年）12月3日より12月28日まで開催された、ありがとう近代美術館 PART2『MOVING! ミュージアムが「動く」』であった。

## 沿革
- 1973年（昭和48年）9月 - 富山県置県100周年記念事業の一環として「住みよい富山県をつくる総合計画」に美術館の建設計画を盛り込む[10]。
- 1977年（昭和52年）12月 - 基本構想策定[10]。
- 1978年（昭和53年）
  - 1月5日 - 基本構想が決定[11]。
  - 4月 - 基本計画を完了し、県立美術館建設準備室を設置[10]。
- 1979年（昭和54年） - 実施計画を完了し、美術館起工。同年には収蔵美術品選定委員会が組織され美術品の選定が始まる[10]。
- 1980年（昭和55年） - 美術館竣工。富山県近代美術館条例施行し富山県立近代美術館発足。初代館長に小川正隆を任命。
- 1981年（昭和56年）
  - 7月5日 - 富山県立近代美術館が開館[1][12]。
  - 7月6日 - 一般公開開始[1]。常設展として「20世紀美術の流れ」、開館記念展として「富山国際現代美術展 Toyama Now '81」などを開催。
- 1985年（昭和60年） - 第1回「世界ポスタートリエンナーレトヤマ(IPT)」を開催[13]。以降3年ごとに開催。
- 1988年（昭和63年）5月 - 入場者数50万人達成
- 1990年（平成2年） - 開館10周年。記念のシリーズ展として「富山」「日本」「世界」の3回にわたり、「現代美術の流れ」展を開催。
- 1994年（平成6年）3月 - 近隣にあった富山県社会保険診療報酬支払基金の土地と建物を取得し、別館とする。
- 1998年（平成10年）10月1日 - 公益財団法人富山県文化振興財団へ美術館の管理運営業務を委託。
- 2001年（平成13年）3月 - 太閤山ランドのふるさとパレス内に、館外展示施設「太閤山ランドふるさとギャラリー」を開設。
- 2002年（平成14年）10月 - 本館、別館の改修工事を開始。
- 2003年（平成15年）4月5日 - 本館 中2階などに常設展示室4室を増設[14]。本館新装拡大オープン。
- 2011年（平成23年） - 開館30周年。マスコットキャラクター「ミルゾー」が誕生。
- 2012年（平成24年） - 「世界ポスタートリエンナーレトヤマ(IPT)」が第10回を迎える。
- 2013年（平成25年）
  - 富山駅北側の富岩運河環水公園西地区の見晴らしの丘に新築移転を発表。
  - 太閤山ランドのふるさとパレス内「太閤山ランドふるさとギャラリー」と太閤山ランド内にて「太閤山ビエンナーレ」を開催。以降2年ごとに開催。
- 2014年（平成26年） - 新美術館（新 富山県立近代美術館〔仮称〕）の基本設計概要、実施設計概要を発表。
- 2015年（平成27年）3月 - 新美術館起工式。
- 2016年（平成28年）
  - 3月 - 新美術館名を「富山県美術館」に正式決定。
  - 12月3日 - 最後の企画展『MOVING! ミュージアムが「動く」』開催[6]。
  - 12月28日 - 「富山県美術館」へ移転準備のため閉館[6]。
- 2017年（平成29年）8月26日 - 新美術館「富山県美術館」全館オープン[3]。

## 主な収蔵作品

### 絵画・版画など
- 「闘牛場の入り口」（1900年） - パブロ・ピカソ
- 「肘かけ椅子の女」（1923年）[15] - パブロ・ピカソ
- 「静物」（1941年）[15] - パブロ・ピカソ
- 「座る女」（1960年）- パブロ・ピカソ
- 「マンジの肖像」（1901年） - ロートレック
- 「山羊を抱く男」（1924年-1925年）[15] - マルク・シャガール
- 「パシオン」（1943年） - ジョルジュ・ルオー
- 「パイプを吸う男」（1925年）[15] - ジョアン・ミロ
- 「アメリカのクリスマスのアレゴリー」 - サルバドール・ダリ
- 「夜の汽車」 - ポール・デルヴォー
- 「無題」（1946年） - ジャクソン・ポロック
- 「森と太陽」（1927年） - マックス・エルンスト
- 「消失II」 - ジャスパー・ジョーンズ
- 「横たわる人物」 - フランシス・ベーコン
- 「真実の井戸」（1963年） - ルネ・マグリット
- 「マリリン」 - アンディ・ウォーホル
- 「赤い兎」（1949年）[15] - 岡本太郎
- 「明日の神話（油彩原画・0号原画）」 - 岡本太郎
- 「二菩薩釈迦十大弟子」（1939年） - 棟方志功
- 「思い出と現実の一致」 - 横尾忠則
- 「耿」（1957年） - 杉山寧
- 「庭と仔犬」（1953年） - 郷倉千靭
- 「DALET SHIN（ダレット シン）」（1958年） - モーリス・ルイス

など

### 彫刻など
- 「フェニックス」（1957年） - アントワーヌ・ペヴスナー
- 「真実の井戸」（1967年） - ルネ・マグリット
- 「戸口によりかかる娘」（1971年） - ジョージ・シーガル
- 「空間の中の線の構成 No.2」（1949年） - ナウム・ガボ

など

## 世界ポスタートリエンナーレトヤマ
世界ポスタートリエンナーレトヤマ（略称：IPT）は、当美術館にて1985年（昭和60年）より3年に一度開催。世界各国より公募されたポスターデザインを審査表彰し展示する、日本で唯一の世界的なポスターコンペティションで「世界5大ポスター展」の一つである。2012年（平成24年）には第10回を迎え4,622点の応募があり、2015年（平成27年）は3,845点の応募があった。第12回（2018年）より富山県美術館にて引き続き開催されている。

## 構成

### 本館施設
敷地面積: 4,994m2、建物: 鉄筋コンクリート・鉄骨造、地上3階、地下1階建、塔屋1階、建築面積: 2,796m2、延床面積: 8,180m2
1階
- 企画展示室 (1,092m2)
- ホール（148m2 収容人数 80人〜100人）
- ロビー、受付、ミュージアムショップ、休憩コーナー、ロッカールーム、駐車場（富山市科学博物館と兼用）

中2階
- 常設展示室（1,497m2 2階常設展示室を含む）
  - 常設 III - 日本を代表する作家、郷土作家、版画コレクションの展示
  - 常設 IV - 瀧口修造の作品ならびに旧所蔵品の展示
  - 常設 V - 現代のポスターならびに椅子のデザイン作品の展示
- 映像コーナー、キッズコーナー、図書コーナー、喫茶ラウンジ「Cafe プリズム」

2階
- 常設展示室
  - 常設 I - 「20世紀美術の流れ」として海外、日本の美術品を5つのセクションに分け展示[14]
  - 常設 II - 日本を代表する作家、郷土作家、版画コレクションの展示
- 休憩コーナー

### 別館（一般入館不可）
敷地面積: 1,891.47m2、建物: 鉄筋コンクリート3階建て、延床面積: 1,266.1m2

## 新築移転と跡地
富山県は2013年（平成25年）に、富山駅北側の富岩運河環水公園西地区の見晴らしの丘に新築移転すると発表した。現在の美術館は建設からすでに33年以上も経ち、耐震基準を満たしていない、空調施設が旧式で、特に消火設備がスプリンクラー式であり、火事の際他の美術品にも影響を与えるなど、文化庁の基準も満たしていないことから、ほかの美術館からの美術品の借り受けにも支障をきたすため、早急な対策が必要であった。そこで現在地での建て替え、移転新築などを検討し、市街地郊外ではなく富山駅に近く公共交通機関を利用し県内外の人達も気軽に訪れ、中心市街地の賑わいを富岩運河環水公園と共にもたらすことができるとして現予定地に決定した。
その後2014年（平成26年）4月に基本設計の概要を発表。2015年（平成27年）1月16日には県知事が、同年3月に着工し2017年（平成29年）1月の開館予定であること、また館名の名称変更も検討すると発表した。同年11月30日に県知事は、新美術館の名称として「富山県アート&デザイン美術館」を提示した。また休館日の変更、開館時間の延長の意向も提示した。開業時期については、2017年（平成29年）春にレストランとアトリエを、ゴールデンウィークまでに「オノマトペ」の屋上をテーマとした屋上庭園を先行オープンし、同年夏後半から秋口に掛けて全面開業の予定であると発表した。
2016年（平成28年）3月には美術館名称を「富山県美術館」に正式決定、2016年（平成28年）9月2日には、全面開館は2017年（平成29年）8月26日、レストランとアトリエは同年3月下旬に、屋上庭園はゴールデンウィークをめどに先行開業すると発表した。
富山県立近代美術館閉館後の土地・建物の利用計画については、閉館前の2015年（平成27年）から協議してきたが、老朽化した建物を公共施設として再利用する場合、耐震改修に約4億円、その他施設改修に1億3千万円以上が必要なほか、維持管理費が必要となり、建物解体の場合は約5億円が必要とされた。
当初、富山県は敷地と建物を民間に売却する方針で検討していた。しかし、2017年（平成29年）に行われたサウンディング型市場調査では提案が無く、2020年度（令和2年度）に行われた公募型プロポーザルでは民間事業者3件の応募者が選定基準を満たさず、2022年（令和4年）8月には地域住民から公園として整備するように要望が出された。
2024年（令和6年）8月27日、富山県は建物を解体して緑地化する方針を明らかにした。建物に耐震性の不足の問題があった中で同年1月に能登半島地震が発生し、結論を先延ばしできないと判断された。土地は富山市に無償貸与され、城南公園と一体に管理されることとなり、2027年4月の供用開始を予定している。